# Рафаел Сілва
Рафаел Карлос да Сілва  (порт. Rafael da Silva, 11 травня 1987) — бразильський дзюдоїст, триразовий бронзовий олімпійський медаліст.

## Виступи на Олімпіадах
| Олімпіада   | Дисципліна      | Місце |
| ----------- | --------------- | ----- |
| Лондон 2012 | понад 100 кг    | 3     |
| Ріо 2016    | понад 100 кг    | 3     |
| Токіо 2020  | понад 100 кг    | 7     |
| Токіо 2020  | змішана команда | 7     |
| Париж 2024  | понад 100 кг    | 17    |
| Париж 2024  | змішана команда | 3     |